# Âge (médecine)
Pour les articles homonymes, voir âge.
Les concepts d'âge chronologique, corrigé et développemental sont utilisés dans plusieurs disciplines du milieu de la santé. Ils permettent d'ajuster le raisonnements diagnostiques et thérapeutiques.

## Âge chronologique
L'âge chronologique, aussi appelé âge civil, est tout simplement l'âge réel de l'enfant, calculé à partir de sa date de naissance. C'est la notion d'âge que l'on utilise quotidiennement.

## Âge corrigé
La notion d'âge corrigé (ou ajusté) est utilisée pour les enfants nés prématurément. L'âge corrigé réfère à l'âge que l'enfant aurait s'il était né à terme ou date prévue d’accouchement. On considère habituellement qu'un enfant est prématuré lorsqu'il naît avant un âge gestationnel de 37 semaines,. Pour calculer l'âge corrigé, on soustrait l'âge gestationnel de l'âge équivalent du terme, soit 40 semaines. Cela donne le nombre de semaines de prématurité, qui est alors soustrait à l'âge chronologique pour donner l'âge corrigé. Une telle correction de l’âge permet de tenir compte de la maturation cérébrale pour évaluer les acquisitions de développement. L'âge corrigé est habituellement utilisé jusqu'à ce que l'enfant atteigne l'âge chronologique de deux ans, parfois trois. Jusqu'à cet âge, quelques semaines peuvent faire une différence considérable dans les habiletés de l'enfant.

## Âge développemental
L'âge développemental réfère à l’âge équivalent en fonction des habiletés de développement qu’un enfant présente dans le contexte d’une évaluation du développement. Cet âge équivalent est donc directement en lien avec les séquences de développement (developmental milestones) qui regroupent la motricité globale et fine, le langage, l'aspect perceptivo-cognitif, les activités de la vie quotidienne et le jeu, ainsi que l'aspect socio-affectif. 

## Conclusion
Il est particulièrement important de connaître l'âge chronologique (et corrigé) de l'enfant pour les  professionnels  car la majorité des évaluations standardisées fournissent des normes définies selon l'âge. Les différentes questions et épreuves de l'évaluation sont définies selon les habiletés attendues en fonction de l’âge. De plus, afin de pouvoir déterminer quelles interventions sont les plus appropriées pour répondre aux besoins de l'enfant, le professionnel devra connaître à la fois son âge chronologique ou corrigé, et son âge développemental afin de bien cibler les activités en fonction des compétences actuelles et à développer chez l’enfant.